# Firmicus bragantinus
Firmicus bragantinus là một loài nhện trong họ Thomisidae.
Loài này thuộc chi Firmicus. Firmicus bragantinus được miêu tả năm 1866 bởi Brito Capello.